# Bauen (Zeitschrift)
Bauen (Eigenschreibweise: bauen.) ist eine deutsche Special-Interest-Zeitschrift für Bauherren. Sie erscheint seit 1974 zweimonatlich im Fachschriften-Verlag in Fellbach.
Laut Angaben in der Zeitschriftendatenbank führen 16 Bibliotheken (inklusive der Pflichtstandorte) in Deutschland und Österreich den Titel im Bestand.